# 應果
應果（1489年—？年），字子陽，號春壑，浙江處州府遂昌縣桃溪人，明朝政治人物。

## 生平
治《詩經》，正德十一年（1516年）浙江鄉試第八十三名舉人，嘉靖二年（1523年）癸未科會試第二百五十五名，第三甲第二百三十名進士。除广平府推官，升大理寺评事，转寺正，出为汀州府如府。

## 家族
曾祖应存琳。祖父应世镒。父应湛。母潘氏。具庆下。兄楷、弟樯、幹。